# Piper ledermannii
Piper ledermannii är en pepparväxtart som beskrevs av C. Dc.. Piper ledermannii ingår i släktet Piper och familjen pepparväxter. Inga underarter finns listade i Catalogue of Life.